# Louis Jules Trochu

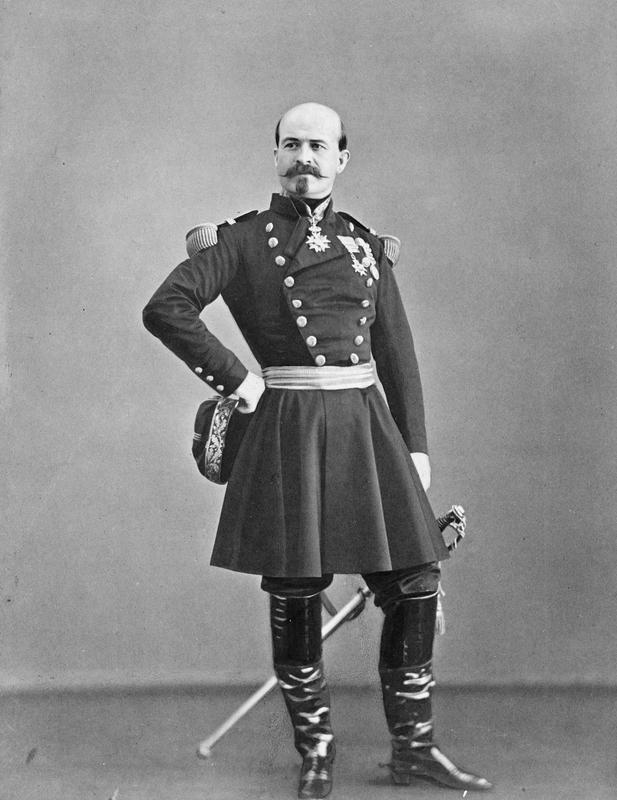
Louis Jules Trochu.

Louis Jules Trochu, född 12 mars 1815 på ön Belle-Île-en-Mer utanför Bretagnes kust, död 7 oktober 1896 i Tours, var en fransk militär och politiker. Han var president i Frankrikes nationella försvarsregering från 4 september 1870 till 22 januari 1871 efter att kejsaren Napoleon III hade blivit avsatt.
Trochu utnämndes till officer 1838, genomgick generalstabsskolan och blev 1840 löjtnant vid generalstaben samt tjänade sedermera under marskalk Bugeaud i Algeriet. Som nybliven major 1846, anställdes Trochu 1851 i krigsministeriet och drog som nyutnämnd överste 1854 ut i Krimkriget i egenskap av adjutant hos S:t Arnaud och sedermera hos Canrobert. Brigadgeneral
i september samma år, fick Trochu 1855 befälet över en infanteribrigad, med vilken han deltog i stormningen mot Sevastopol 8 september 1855. 
Som divisionsgeneral stod Trochu 1859 i spetsen för en infanteridivision vid Mac Mahons armékår, med vilken division han deltog i slagen vid Magenta och Solferino. Kommen i en skev ställning till de styrande genom orleanska sympatier, utgav han 1867 ett verk, som gjorde honom världsbekant, nämligen L’armée française en 1867 ("Franska arméen 1867", 2 svenska översättningar 1868), där han öppet kritiserade alla brister, som vidlådde det franska arméväsendet.
I kriget 1870 kom Trochu till en början inte att användas, men utnämndes 17 augusti till militärguvernör i Paris och högste befälhavare över alla för huvudstaden försvar bestämda stridskrafter. När kejsardömet störtades, trädde han, som två dagar förut försäkrat kejsarinnan om sin trohet, 4 september i spetsen för
Nationella försvarsregeringen. I januari 1871 lämnade han guvernörsposten åt general Joseph Vinoy och behöll endast platsen som nationella försvarsregeringen president. 
I försvaret av huvudstaden utvecklade Trochu inte all den kraft, som omständigheterna fordrade. Vid valen i februari 1871 valdes han emellertid inom 8 kretsar till medlem av nationalförsamlingen, där han slöt sig till högra centern. Missnöjd med förhållandena, begärde och fick Trochu 1872 avsked och drog sig tillbaka till sin födelseort. Han utgav på 1870-talet flera arbeten, bland annat L’armée française en 1879. År 1896 utkom hans Œuvres posthumes i 2 band.